# Moviment pel Canvi

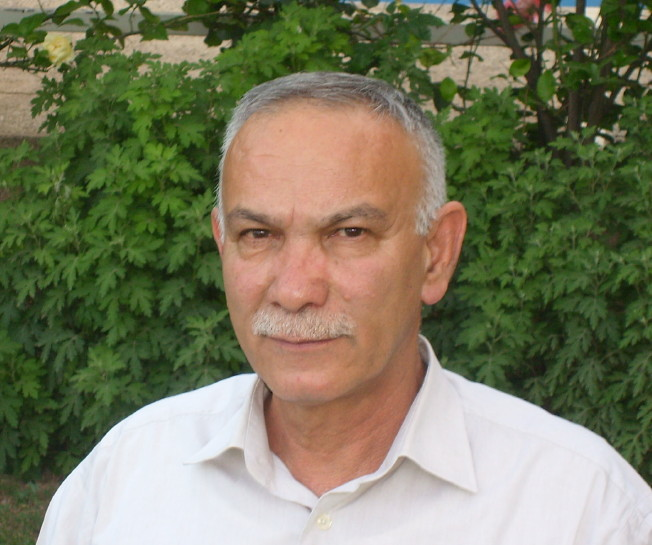
Nawshirwan Mustafà

El Moviment pel Canvi (en kurd: Rewtî Gorran, ره‌وتی گۆڕان) que participa en les eleccions com a Llista pel Canvi (en kurd: Lîstî Gorran) és un moviment polític kurd al Kurdistan iraquià sorgit el 2006 com a reacció al monopoli del poder pels dos partits principals, el Partit Democràtic del Kurdistan (PDK) i la Unió Patriòtica del Kurdistan (UPK). Formalment no és un partit polític sinó una llista electoral d'independents, i una part dels seus membres continuen sent membres de la UPK. El seu fundador és Nawshirwan Mustafà, un antic cap militar de la UPK. Els gruix dels militants el formen desencantats de la UPK o el PDK, alguns antics peixmergues i intel·lectuals d'esquerra.
A les eleccions regionals del 25 de juliol de 2009 va obtenir 445.024 vots (23,75%) el que el situava en segona posició, amb un total de 25 escons. Va decidir participar per separat a les eleccions del març del 2010 a l'Iraq rebutjant l'oferta d'anar a la Llista del Kurdistan, i va obtenir 476.478 vots (4,13%) amb un total de 8 diputats. En les eleccions regionals iraquianes de 2013 va quedar segon amb 24 escons darrere del Partit Democràtic del Kurdistan.